# Ryūjirō Yamanaka
Ryūjirō Yamanaka (japanisch 山中 隆二郎 Yamanaka Ryūjirō; * 24. September 1995 der Präfektur Osaka) ist ein japanischer Fußballspieler.

## Karriere
Ryūjirō Yamanaka erlernte das Fußballspielen in der Jugendmannschaft des FC Osaka Hermano, der Schulmannschaft der Osaka Sangyo University High School sowie in der Universitätsmannschaft der Osaka Sangyo University. Seinen ersten Vertrag unterschrieb Moriyasu am 1. Januar 2018 bei Albirex Niigata (Singapur). Der 2004 gegründete Verein ist ein Ableger des japanischen Zweitligisten Albirex Niigata. Der Verein spielt in der ersten singapurischen Liga, der Singapore Premier League. 2018 feierte er mit Albirex die Meisterschaft und den Gewinn des Singapore Cup. Das Endspiel gegen Brunei DPMM FC gewann man mit 4:1. Nach 24 Erstligaspielen wechselte er 2019 zum japanischen Fünftligisten Okinawa SV. Mit dem Verein spielte er zweimal in der Kyushu SL. Wo er seit dem 1. Februar 2021 spielt, ist unbekannt.
Albirex Niigata (Singapur)
- Singapore Premier League: 2018
- Singapore Cup: 2018